# 神宮丸太町駅
神宮丸太町駅（じんぐうまるたまちえき）は、京都府京都市左京区丸太町橋東詰にある、京阪電気鉄道鴨東線の駅。駅番号はKH41。旧称丸太町駅。

## 歴史
- 1989年（平成元年）10月5日：鴨東線開通と同時に、丸太町駅として開業。開業当初から急行停車駅となる。
- 2008年（平成20年）10月19日：神宮丸太町駅に改称[3]。
- 2009年（平成21年）12月：ホームに異常通報装置を設置[4]。
- 2013年（平成25年）12月26日：京阪駅の視覚障害者用誘導鈴を音声案内に更新[5]。
- 2014年（平成26年）11月3日：身体障害者対応エレベーター2基を順次更新に伴い使用停止、12月1日より使用再開[6]。
- 2016年（平成28年）
  - 3月19日：ダイヤ改正で日中の普通電車の運用が無くなり、準急のみ停車する時間帯が生まれた。
  - 10月31日：コンコースに旅客案内ディスプレーを設置運用開始[7]。
- 2018年（平成30年）1月31日：コンコースに観光総合案内板を設置運用開始[8]。

## 駅構造
島式1面2線のホームを持つ地下駅である。駅ホームのカラーリングは水色。
地下2階建てとなっており、地下1階に改札・コンコース、地下2階にホームがある。なお、改札口は1か所のみとなっている。改札前のコンコースには陶板画「平安神宮絵図」（製作・作画は西協友一による）が揚げられている。
また開業時から身障者対応エレベーター2基（地上とコンコース・改札内コンコースとホームに各1基）・多目的トイレ・点字案内図および料金表が設置されるなどのバリアフリー対応がなされており、地上-コンコース間のエレベーターは京都大学医学部付属病院・京都府立医大に近い５番出口に設置されている。
当駅の2番出口（川端丸太町交差点南東側・恵美須ビル前に出る）の地上へ出る階段の途中にライブハウス「京都クラブメトロ」（恵美須ビルB1F）の入口がある。

### のりば
| 番線 | 路線              | 方向 | 行先                 |
| ---- | ----------------- | ---- | -------------------- |
| 1    | ■鴨東線           | 上り | 出町柳方面           |
| 2    | ■鴨東線・京阪本線 | 下り | 淀屋橋・中之島線方面 |

※両ホームとも有効長は8両。

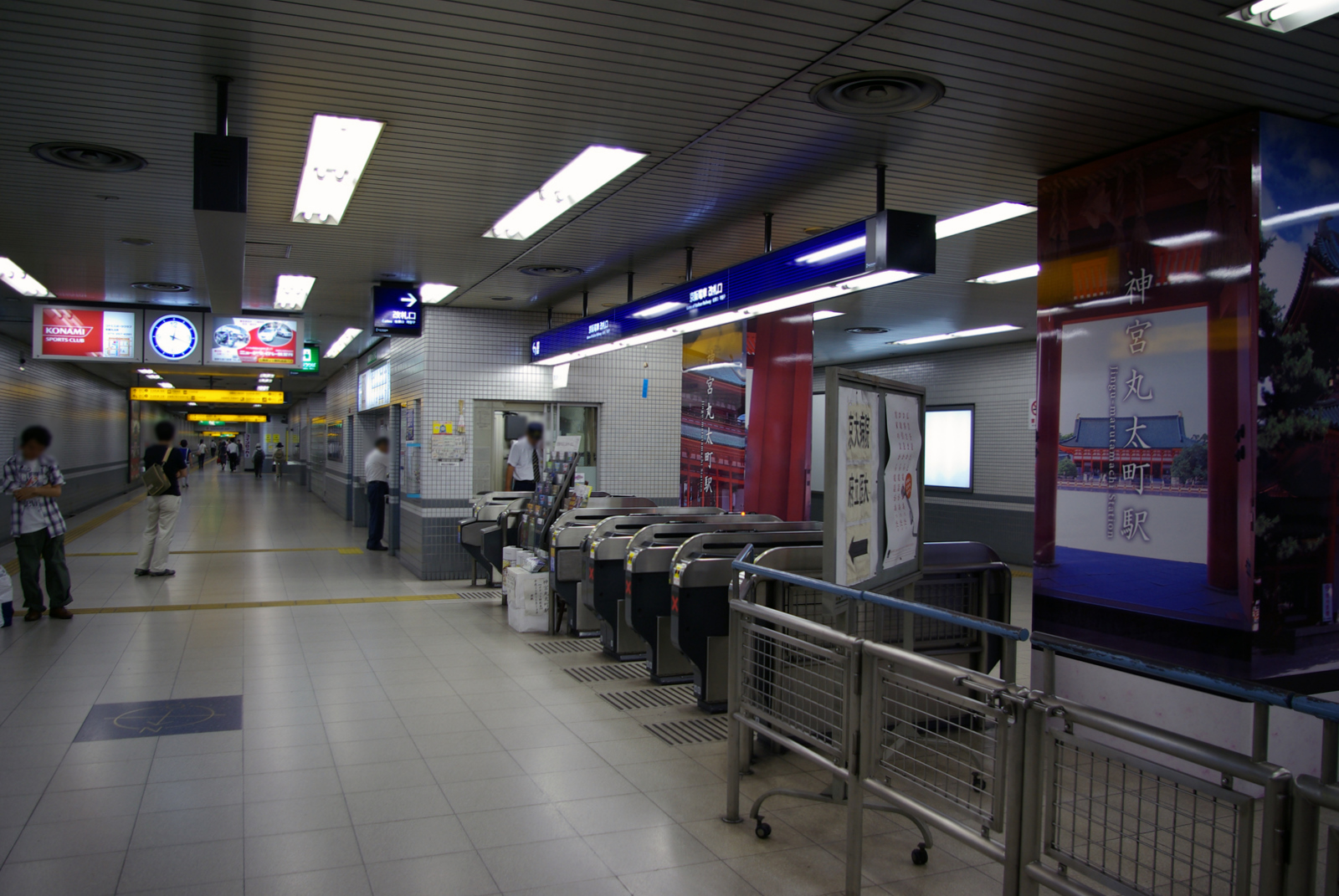
改札口付近（2009年8月）
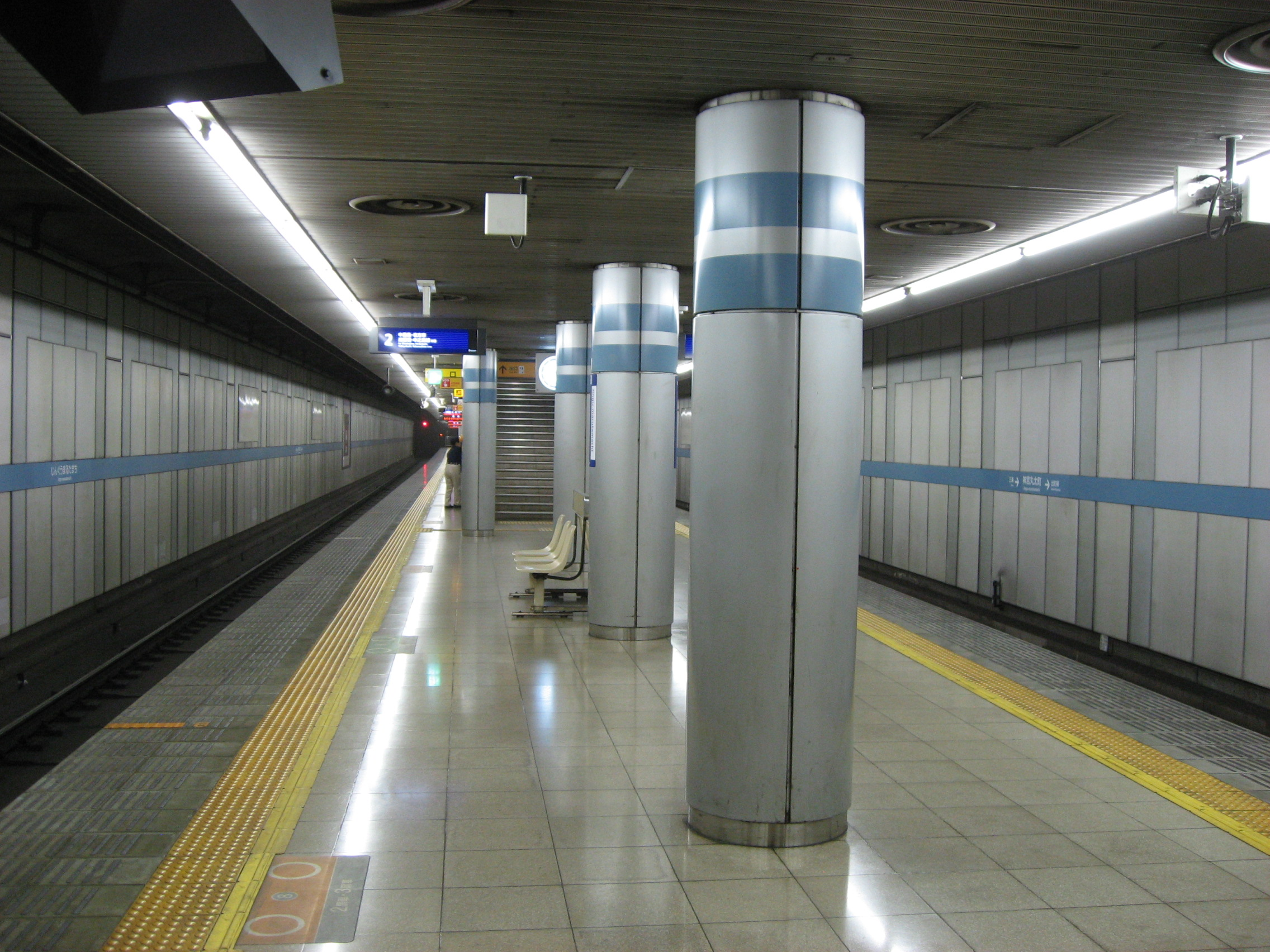
ホーム（2014年10月）

### 災害対策
エレベーターをのぞき、水害発生時地下構内の浸水対策として出入り口の金属製床板が起き上がったり、壁の一部が動く・持ち運び式の金属板など「止水板」が水の浸入を食い止めるようになっている。
駅構内はITVによりモニターリングされ駅事務所の防災管理盤に表示される。万が一の火災発生時には防火防煙シャッターの制御・排煙機の運転、避難路確保の為の自動改札機の開放、火災発生表示機の点灯・運転指令所への通報が自動またはワンスイッチでおこなえる。また地下駅の構内でも警察無線や消防無線が使えるように無線通信補助設備や防災電話などが完備されている。

### 発着する列車
一部の時間帯を除き急行は運行されておらず、準急または普通列車の停車が主となっている。
下り淀屋橋方面の列車のほとんどは隣の三条で特急か快速急行に連絡する。なお、2009年9月ダイヤ改正以降は従来の出町柳行最終特急が三条より普通電車に種別変更され運行されているが、これは実質的に当駅への追加停車にあたる。また、大晦日終夜運転～正月ダイヤでは急行が運転される。
ダイヤの乱れ等により上り特急が三条で準急・普通と連絡できなかった際、当駅に臨時停車することもある。
なお、出町柳方面の列車は実際の列車種別にかかわらず、駅掲載の時刻表では停車列車をすべて普通列車として掲載している。

## 利用状況
2009年11月10日の乗降人員は10,694人である。近年の1日あたり利用客数の推移は下記の通り。
| 年度   | 乗降人員 | 乗車人員 |
| ------ | -------- | -------- |
| 2007年 | 10,490   | 4,661    |
| 2008年 | 10,541   | 5,181    |
| 2009年 | 11,178   | 5,342    |
| 2010年 | 10,795   | 5,200    |
| 2011年 | 10,058   | 4,721    |
| 2012年 | 10,197   | 4,679    |
| 2013年 | 9,622    | 4,723    |
| 2014年 | 9,969    | 4,934    |
| 2015年 | 10,730   | 5,290    |
| 2016年 | 9,157    | 4,499    |
| 2017年 | 8,767    | 4,244    |
| 2018年 | 8,564    | 4,112    |
| 2019年 | 8,486    | 4,139    |
| 2020年 | 5,151    | 2,482    |
| 2021年 | 5,795    | 2,811    |
| 2022年 | 6,386    | 3,060    |

## 駅周辺

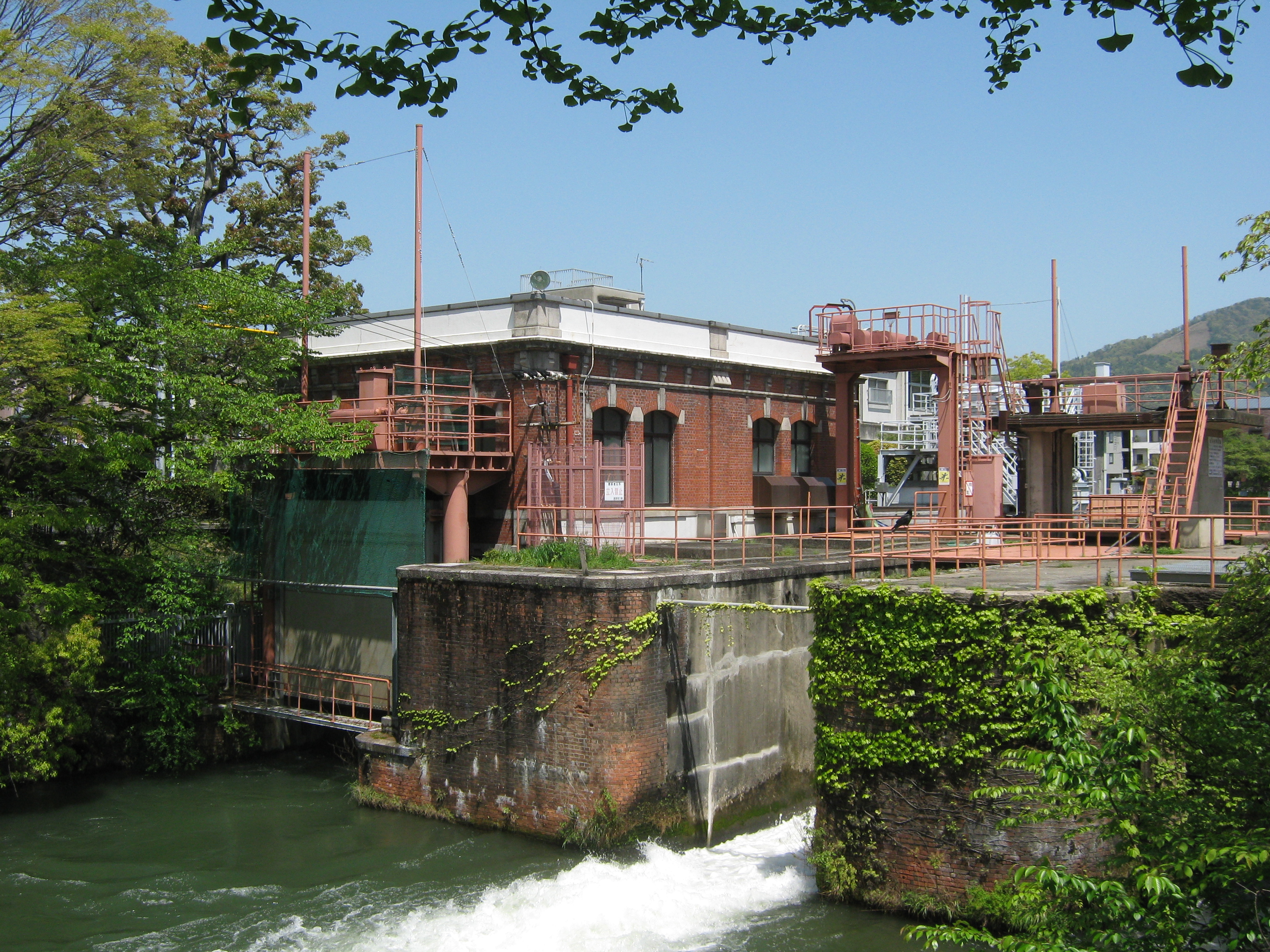
夷川発電所

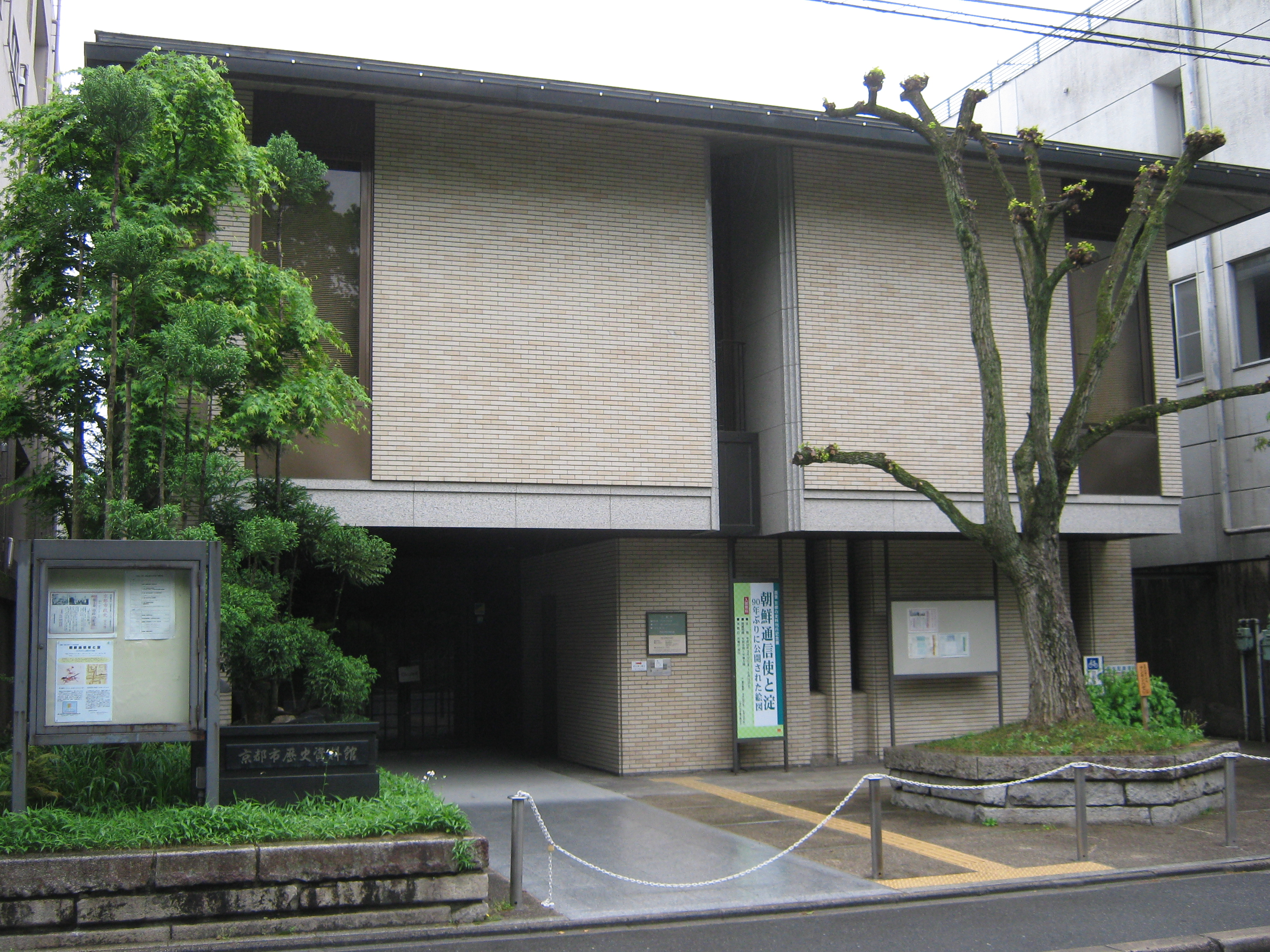
京都市歴史資料館

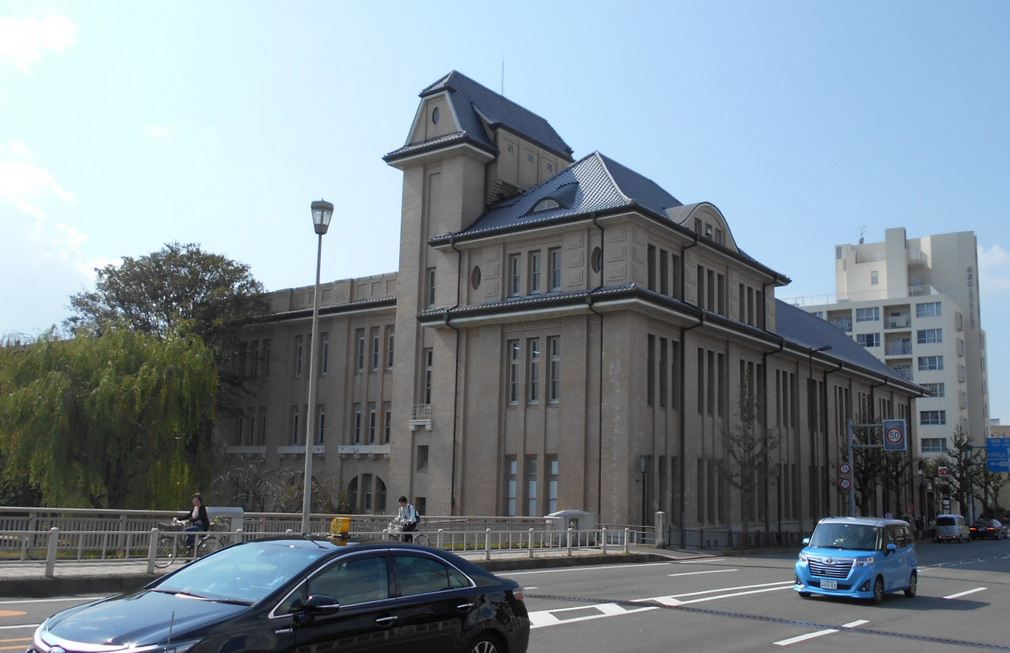
旧京都中央電話局上分局（現フレスコ河原町丸太町店）

駅は川端通の地下、丸太町通との交差点（丸太町橋東詰にある川端丸太町交差点）のやや北よりに位置している。
駅西側を鴨川が流れており、丸太町橋がかかる。駅周辺は主に住宅地となっており、学生向けのワンルームマンションなどが多く立地する。
京都市営地下鉄烏丸線の丸太町駅とは1キロメートルほど離れている。

### 駅東側
北東方向
- 京都大学（吉田キャンパス） - キャンパスの南側により近い。なお、北側へは出町柳駅がより近い。
  - 医学部
    - 京都大学医学部附属病院

  - 薬学部
  - 楽友会館
  - 吉田寮
- ゲーテ・インスティトゥート・ヴィラ鴨川（旧通称：ドイツ文化センター）[16]
- 京都教育文化センター

丸太町通沿い
- 京都第2地方合同庁舎（大阪出入国在留管理局京都出張所等）
- 天理教河原町大教会
- 日本キリスト教団京都丸太町教会[17]
- 京都踏水会
- 熊野神社

南東方向
- 琵琶湖疏水
  - 夷川発電所
- 京都丸太町川端郵便局

### 駅西側
鴨川の対岸、いずれも徒歩約10分から20分ほどである。
- 京都府立医科大学
  - 京都府立医科大学附属病院
- 京都御苑・京都御所
- 京都市歴史資料館
- 毎日新聞京都支局
- 行願寺（革堂）
- 下御霊神社
- 京都地方裁判所
- 京都地方法務局
- フレスコ河原町丸太町店（旧京都中央電話局上分局の建物を使用）

### 岡崎地区
琵琶湖疏水沿いに徒歩約15分。地下鉄東西線東山駅の方が近いが、当駅からのアクセスも案内される。
- 平安神宮・神苑
- 京都会館
- 京都市勧業館（みやこめっせ）
- 京都府立図書館
- 岡崎公園
- 京都市美術館
- 京都市動物園

### バス路線
丸太町通と川端通との交差点にあり、京都市交通局（市バス）と京都バスでバス停の名称が異なる。
1997年10月11日までは同じ「川端丸太町」だったが、1997年10月12日に行われた市バスダイヤ改正により京都市営バスのみ「丸太町京阪前」に改称された。
丸太町京阪前
- 市バス
  - 65系統：熊野・岩倉行／烏丸丸太町経由 四条烏丸行
  - 93系統：丸太町通 錦林車庫行／丸太町通 嵯峨・嵐山行
  - 202系統：東福寺・九条車庫方面／西ノ京円町・西大路九条方面
  - 204系統：丸太町通 銀閣寺方面／丸太町通 西ノ京円町・金閣寺道方面

川端丸太町
- 京都バス[19]
  - 16系統：出町柳駅・高野橋東詰・花園橋・八瀬駅前 経由 大原行／三条京阪 経由 四条河原町行
  - 特16系統：出町柳駅・高野橋東詰・花園橋・国際会館駅前・八瀬駅前 経由 大原行／三条京阪 経由 四条河原町行
  - 17系統：出町柳駅・高野橋東詰・花園橋・八瀬駅前 経由 大原行／三条京阪・四条河原町・四条烏丸・烏丸五条 経由 京都駅行
  - 特17系統：出町柳駅・高野橋東詰・花園橋・国際会館駅前・八瀬駅前 経由 大原行
  - 21系統：出町柳駅・高野橋東詰・花園橋・岩倉駅前 経由 岩倉実相院行
  - 41系統：出町柳駅・高野橋東詰・花園橋・岩倉駅前 経由 岩倉村松行
  - 高野車庫行

## 隣の駅
京阪電気鉄道
鴨東線
■快速特急「洛楽」・□ライナー・■特急・■通勤快急・■快速急行
通過
■急行・■通勤準急（平日朝下りのみ運転）・■準急・■普通
三条駅 (KH40) - 神宮丸太町駅 (KH41) - 出町柳駅 (KH42)
- 括弧内は駅番号を示す。